# ジョナサン・ゴンサレス
ジョナサン・ゴンサレス（Jonathan González、1991年4月24日 - ）は、プエルトリコのプロボクサー。ニューヨーク州ブロンクス区出身。元WBO世界ライトフライ級王者。
トレーナーは元2階級制覇王者イヴァン・カルデロン。

## 来歴

### アマチュア時代
2008年、メキシコのグアダラハラで行われた世界ユース選手権フライ級（51 kg）部門で優勝。
2009年、プエルトリコの国内選手権でマックウィリアムズ・アローヨに勝利して優勝。
2010年、プエルトリコのマヤグエスで開催された中央アメリカ・カリブ海競技大会にフライ級（51 kg）で出場し、金メダル獲得。

### プロ時代
2011年、プロデビュー。
2013年8月17日、イスラ・ヴェルデのエルサンファンリゾート＆カジノで、元WBAスーパー・WBO世界ライトフライ級統一王者のジョバンニ・セグラとWBOラテンアメリカフライ級暫定王座決定戦を行い、4回KO負けを喫し王座獲得に失敗した。
2015年2月28日、グラボのコリセオ・フランシスコ・ルーベ・エルナンデスでエリクソン・マルテルとNABA北米ライトフライ級王座決定戦を行い、10回3-0（99-89、100-88、100-88）の判定勝ちで王座を獲得。
2015年10月16日、アルゼンチンのビジャ・メルセデスでカルロス・ルーベン・ダリオ・ルイスとWBCラテンアメリカフライ級王座決定戦で対戦し、10回2-1（94-96、98-92×2）の判定勝ちで王座を獲得した。
2016年3月19日、グアイナボのコリセオ・マリオ・"キホーテ"・モラレスにてジョーバート・アルバレスとNABO北米フライ級王座決定戦を行い、6回2分59秒TKO負けを喫し王座獲得に失敗した。
2018年2月23日、フロリダ州キシミーのオセオラヘリテージパークでリカルド・ロドリゲスとNABO北米フライ級王座決定戦を行い、10回2-1（95-94、96-93、94-95）の判定勝ちで王座を獲得した。
2018年7月20日、オセオラヘリテージパークでフリアン・イェドラスと対戦し、10回3-0（100-90×3）の判定勝ちを収め初防衛に成功した。
2018年11月16日、オセオラヘリテージパークでファン・アレホと対戦し、8回2分6秒TKO勝ちでNABO王座の2度目の防衛に成功した。
2019年8月24日、名古屋の武田テバオーシャンアリーナで指名挑戦者としてWBO世界フライ級王者の田中恒成と対戦し、7回2分49秒TKO負けを喫し王座獲得に失敗した。
2020年2月21日、フロリダ州マイアミのミッコスキー・インディアン・ゲーミング・リゾートでサウル・フアレスとNABO北米ライトフライ級王座決定戦を行い、10回3-0（98-92、96-94×2）の判定勝ちで王座を獲得した。
2021年5月21日、フロリダ州タンパのブライアン・グレイザー・ファミリー・JCCでアルマンド・トーレスと対戦し、4回1分29秒TKO勝ちを収めて初防衛に成功した。
2021年10月16日、カリフォルニア州フレズノのチュクチャンシ・パークで指名挑戦者としてWBO世界ライトフライ級王者のエルウィン・ソトと対戦し、12回2-1（116-112×2、112-116）の判定勝ちを収め2度目の挑戦で王座獲得に成功した。
2022年6月24日、フロリダ州キシミーのオセオラヘリテージパークでWBO世界ライトフライ級9位のマーク・アンソニー・バリガと対戦し、12回3-0（117-111×2、115-113）の判定勝ちを収め初防衛に成功した。
2022年11月1日、さいたまスーパーアリーナで行われた寺地拳四朗 対 京口紘人戦のセミメインで、WBO世界ライトフライ級2位の岩田翔吉と対戦し、12回3-0（117-111、116-112×2）の判定勝ちを収め2度目の防衛に成功した。
2023年4月8日、有明アリーナでWBAスーパー・WBC世界ライトフライ級統一王者寺地拳四朗と3団体王座統一戦を行う予定 だったが、試合5日前にゴンサレスがマイコプラズマ肺炎を発症したため欠場、アンソニー・オラスクアガが代役出場した。
2023年10月27日、ニカラグア・マナグアのアレクシス・アルゲリョ・スポーツ・コンプレックスでWBO世界ライトフライ級14位のジェラルド・サパタとWBO世界ライトフライ級タイトルマッチを行う予定だったが、試合2日前にゴンサレスがインフルエンザ発症とそれに伴う体の痛みと頭痛などの体調不良により欠場、中止となった。それを受けて前座で組まれていたゴンサレスの同門で同級4位のレネ・サンティアゴと同級15位のケビン・ビバスのWBOラテンアメリカライトフライ級タイトルマッチがWBO世界同級暫定王座決定戦として急遽行われることになり、サンティアゴが12回1分18秒KO勝ちを収め暫定王座を獲得した。WBOはゴンサレスとサンティアゴに180日以内(2024年4月27日まで)に団体内王座統一戦で対戦するよう指令した。
2024年3月2日、母国であるプエルトリコ・サンフアンのコリセオ・デ・プエルトリコにてアマンダ・セラノ対ニーナ・マインケの前座でWBO世界ライトフライ級暫定王者レネ・サンティアゴと団体内王座統一戦を行い、12回3-0（117-111、116-112、115-113）の判定勝ちを収め団体内王座統一と3度目の防衛に成功した。
2024年6月15日、プエルトリコ・マナティのコリセオ・フアン・オービン・クルス・アブレウでスブリエル・マティアス対リアム・パロの前座のIBF・WBO世界ライトフライ級王座統一戦でIBF世界同級王者のシベナティ・ノンティンガと対戦する予定だったが、ゴンサレスがファイトマネーの金額に対して不満を口にしたため交渉決裂となり中止となった。
2024年6月18日、WBO会長のフランシス・バルカルセルはゴンサレスが世界ライトフライ級王座を返上し、フライ級へ転向することをXを通じて発表した。
2024年10月14日、有明アリーナで行われた「Prime Video Boxing 10」にてWBO世界フライ級王者のアンソニー・オラスクアガに挑戦するも、初回でオラスクアガがコンサレスの左ストレートを回避した際に起きた偶然のバッティングでゴンサレスが左目下をカットし流血。一度は試合が続行されたものの、ゴンサレスが傷を気にする仕草を見せてレフェリーストップにより初回2分25秒で試合続行不可となり、無判定試合に終わった。しかし、ドクターが試合続行可能と判断したにもかかわらずゴンサレスがレフェリーに続行不能を訴えたことによって試合が中断されたため、10月24日付で試合を管轄したJBCがそれを認めた上で試合結果をゴンサレスのTKO負けに変更し、結果的に王座獲得および2階級制覇に失敗した。

## 戦績
- プロボクシング：34戦 28勝 (14KO) 4敗 1分 1無効試合

| 戦           | 日付           | 勝敗 | 時間    | 内容    | 対戦相手                           | 国籍           | 備考                                     |
| ------------ | -------------- | ---- | ------- | ------- | ---------------------------------- | -------------- | ---------------------------------------- |
| 1            | 2011年4月1日   | ☆    | 1R 1:39 | TKO     | ジョナサン・ゴンサレス             | プエルトリコ   | プロデビュー戦                           |
| 2            | 2011年4月16日  | ☆    | 1R 0:50 | TKO     | エルビン・カルデロ                 | プエルトリコ   |                                          |
| 3            | 2011年6月3日   | ☆    | 2R 0:20 | TKO     | イバン・モクセイ                   | バハマ         |                                          |
| 4            | 2011年8月5日   | ☆    | 2R 0:56 | KO      | ガブリエル・クルス                 | アメリカ合衆国 |                                          |
| 5            | 2011年9月16日  | ☆    | 1R 1:16 | KO      | ラモン・エミリオ・セダノ           | ドミニカ共和国 |                                          |
| 6            | 2011年10月7日  | ☆    | 2R 0:45 | KO      | マニュエル・ガラビス               | メキシコ       |                                          |
| 7            | 2011年10月22日 | ☆    | 6R      | 判定3-0 | ホセ・リベラ                       | メキシコ       |                                          |
| 8            | 2012年2月3日   | ☆    | 5R 1:01 | TKO     | サムエル・グティエレス             | メキシコ       |                                          |
| 9            | 2012年3月10日  | ☆    | 2R 終了 | TKO     | エリクソン・マルテル               | ドミニカ共和国 |                                          |
| 10           | 2012年8月18日  | ☆    | 2R 終了 | TKO     | サウル・ヘルナンデス               | メキシコ       |                                          |
| 11           | 2012年10月19日 | ☆    | 6R 0:56 | TKO     | ダニー・フローレス                 | メキシコ       |                                          |
| 12           | 2013年2月2日   | ー   | 1R 1:13 | NC      | オマール・サラド                   | メキシコ       |                                          |
| 13           | 2013年3月23日  | ☆    | 3R 1:01 | TKO     | ジョセフ・リオス                   | アメリカ合衆国 |                                          |
| 14           | 2013年4月20日  | ☆    | 8R      | 判定3-0 | フランシスコ・ペレス               | メキシコ       |                                          |
| 15           | 2013年8月17日  | ★    | 4R 2:25 | KO      | ジョバンニ・セグラ                 | メキシコ       | WBAラテンアメリカフライ級暫定王座決定戦  |
| 16           | 2014年5月29日  | △    | 8R      | 判定1-0 | マイケル・ルイス・ジュニア         | アメリカ合衆国 |                                          |
| 17           | 2014年8月30日  | ☆    | 6R      | 判定3-0 | ミゲール・デル・バーレ             | プエルトリコ   |                                          |
| 18           | 2014年11月14日 | ☆    | 8R      | 判定3-0 | オマール・ソト                     | プエルトリコ   |                                          |
| 19           | 2015年2月28日  | ☆    | 10R     | 判定3-0 | エリクソン・マルテル               | ドミニカ共和国 | NABA北米ライトフライ級王座決定戦         |
| 20           | 2015年5月16日  | ☆    | 2R 終了 | TKO     | ミゲール・デル・バーレ             | プエルトリコ   |                                          |
| 21           | 2015年10月16日 | ☆    | 10R     | 判定3-0 | カルロス・ルーベン・ダリオ・ルイス | アルゼンチン   | WBCラテンアメリカフライ級王座決定戦      |
| 22           | 2016年3月19日  | ★    | 6R 2:59 | KO      | ジョバート・アルバレス             | フィリピン     | NABO北米フライ級王座決定戦               |
| 23           | 2017年3月4日   | ☆    | 6R      | 判定3-0 | サムエル・グティエレス             | メキシコ       |                                          |
| 24           | 2018年2月23日  | ☆    | 10R     | 判定2-1 | リカルド・ロドリゲス               | アメリカ合衆国 | NABO北米フライ級王座決定戦               |
| 25           | 2018年7月20日  | ☆    | 10R     | 判定3-0 | フリアン・イエドラス               | メキシコ       | NABO防衛1                                |
| 26           | 2018年11月16日 | ☆    | 8R 2:06 | TKO     | フアン・アレホ                     | メキシコ       | NABO防衛2                                |
| 27           | 2019年8月24日  | ★    | 7R 2:49 | TKO     | 田中恒成（畑中）                   | 日本           | WBO世界フライ級タイトルマッチ            |
| 28           | 2020年2月21日  | ☆    | 10R     | 判定3-0 | サウル・フアレス                   | メキシコ       | NABO北米ライトフライ級王座決定戦         |
| 29           | 2021年5月21日  | ☆    | 4R 1:29 | TKO     | アルマンド・トーレス               | メキシコ       | NABO防衛1                                |
| 30           | 2021年10月16日 | ☆    | 12R     | 判定2-1 | エルウィン・ソト                   | メキシコ       | WBO世界ライトフライ級タイトルマッチ      |
| 31           | 2022年6月24日  | ☆    | 12R     | 判定3-0 | マーク・アンソニー・バリガ         | フィリピン     | WBO防衛1                                 |
| 32           | 2022年11月1日  | ☆    | 12R     | 判定3-0 | 岩田翔吉（帝拳）                   | 日本           | WBO防衛2                                 |
| 33           | 2024年3月2日   | ☆    | 12R     | 判定3-0 | レネ・サンティアゴ                 | プエルトリコ   | WBO世界ライトフライ級王座統一戦 WBO防衛3 |
| 34           | 2024年10月14日 | ★    | 1R 2:25 | TKO     | アンソニー・オラスクアガ           | アメリカ合衆国 | WBO世界フライ級タイトルマッチ            |
| テンプレート |                |      |         |         |                                    |                |                                          |

## 獲得タイトル
- NABA北米ライトフライ級王座
- WBCラテンアメリカフライ級王座
- NABO北米フライ級王座（防衛2）
- NABO北米ライトフライ級王座（防衛1）
- WBO世界ライトフライ級王座（防衛3=返上）